# Kanton Brebières
Kanton Brebières (francouzsky Canton de Brebières) je francouzský kanton v departementu Pas-de-Calais v regionu Hauts-de-France. Tvoří ho 33 obcí. Zřízen byl v roce 2015.

## Obce kantonu
| - Arleux-en-Gohelle - Bellonne - Biache-Saint-Vaast - Boiry-Notre-Dame - Brebières - Cagnicourt - Corbehem - Dury - Étaing - Éterpigny - Fresnes-lès-Montauban - Fresnoy-en-Gohelle - Gouy-sous-Bellonne - Hamblain-les-Prés - Haucourt - Hendecourt-lès-Cagnicourt - Izel-lès-Équerchin | - Neuvireuil - Noyelles-sous-Bellonne - Oppy - Pelves - Plouvain - Quiéry-la-Motte - Récourt - Rémy - Riencourt-lès-Cagnicourt - Rœux - Sailly-en-Ostrevent - Saudemont - Tortequesne - Villers-lès-Cagnicourt - Vis-en-Artois - Vitry-en-Artois |